# Centre d'études historiques et littéraires Natalino Sapegno
Le Centre d'études historiques et littéraires Natalino Sapegno OSBL est un organisme d'études et de recherches fondé en 1991 à Aoste. Son siège se trouve à Morgex.

## Histoire
La Fondation Centre d'études historiques et littéraires Natalino Sapegno est créée par la volonté de la famille de l'écrivain par la loi régionale n. 33 du 23 août 1991 dans le but, entre autres, de favoriser l'accès aux jeunes générations aux disciplines littéraires et à la recherche historique et littéraire, et de promouvoir les études dans le domaine des littératures française et italienne, ainsi que l'échange culturel au niveau européen. Son siège se trouve dans la tour de l'Archet. 
Les quatre membres du Conseil d'administration de la fondation sont nommés par la famille Sapegno, par la junte régionale de la Vallée d'Aoste et par le recteur de l'Université de Rome « La Sapienza ».